# Bonner-West Riverside
Bonner-West Riverside è un census-designated place (CDP) degli Stati Uniti d'America, situato nello stato del Montana, nella contea di Missoula.